# 缠绕挖耳草
缠绕挖耳草（学名：Utricularia scandens sp. scandens）为狸藻科狸藻属下的一个亚种。

## 扩展阅读
- 維基物種上的相關：缠绕挖耳草